# Eloy Álvarez
Eloy Álvarez (Buenos Aires, 1896 - Buenos Aires, 17 de septiembre de 1961) fue un primer actor argentino de la escena nacional. Actuó en decenas de obras y filmes durante la década dorada de la cinematografía argentina.

## Carrera
Eloy Álvarez fue una colosa figura de la escena nacional argentina. Un verdadero talentoso de la pantalla fílmica, que compartió escenario con renombrados artistas como Floren Delbene, Elena Lucena, Silvana Roth, Perla Mux, Carlos Cores, Homero Cárpena, Marino Seré, León Zárate Enrique Muiño, Alicia Vignoli y José Casamayor.
En Teatro, formó parte en 1926  de la "Compañía Argentina de Género Chico César Ratti" junto con  actores de la talla de Chela Cordero, Margot Arellano, Celia Alonso, Chola Echegaray, Aurora Sánchez, Margarita Sosa, Rosa Santillán, Nora Valentini, Rufino Córdoba, Emma Martínez y José García, con quienes debutó en el Teatro Apolo. Con el tiempo, en la década del '30, formó la "Compañía Pepita Muñoz-José Franco- Eloy Álvarez", cuyas estrellas destacadas era Eva Franco y Eva Duarte. También trabajó con actores de la talla de Esperanza Palomero, Enrique Serrano, Graciliano Batista y Héctor Ugazio. En 1934 trabajó en el Teatro Cómico en la Compañía Argentina de Grandes Espectáculos Musicales Los Cuatro Diablos, dirigida por Rafael Palacios. En esta agrupación actoral  también estaban Ibis Blasco, Carmen Lamas Tita Merello, Severo Fernández, Héctor Quintanilla, Guillermo Pedemonte y Fina Suárez. En 1944 integra la Compañía Luisa Vehil - Esteban Serrador. En 1949 formó parte de la "Compañía de Comedias Cómicas y Sainetes de Alberto Vacarezza", junto con Raimundo Pastore, Pepita Muñoz y Jesús Gómez, en el Teatro Buenos Aires.
Intervino en la grabación realizada para el Odeón de la versión sonora de José González Castillo y Cátulo Castillo del Martín Fierro de José Hernández con la intervención de José Rodríguez Fauré y la participación de la Orquesta Sinfónica de Profesores del Teatro Colón de Buenos Aires y Coro, junto a actores de la talla de Elisardo Santalla, Jorge Bono y Carlos Perelli, entre otros.

## Filmografía
- 1919: El mentir de los demás
- 1937: Sol de primavera como Don Prudencio
- 1937: El forastero
- 1937: La casa de Quirós
- 1938: La que no perdonó como Ño Cricho
- 1939: Chimbela como Don Nicanor
- 1940: El ángel de trapo, junto a Elena Lucena e Inés Edmonson.
- 1940: Pájaros sin nido
- 1940: Chingolo
- 1941: El cura gaucho
- 1941: Veinte años y una noche

- 1942: Cruza
- 1942: Ponchos azules
- 1943: Juvenilia
- 1944: Centauros del pasado

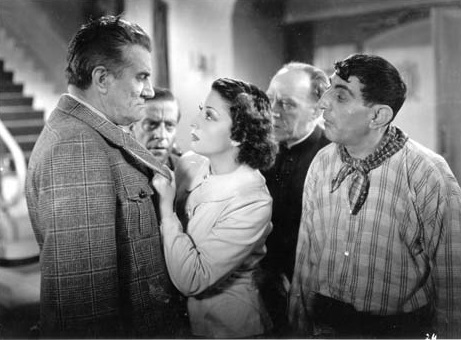
José Olarra, Alicia Vignoli, Miguel Gómez Bao, Juan Vítola y Eloy Álvarez en La casa de Quirós (1937).

- 1946: Viaje sin regreso como el Mayordomo
- 1947: Siete para un secreto como Bringal
- 1949: Yo no elegí mi vida como un polizón en el tren
- 1950: El cielo en las manos como Papá Ginzo
- 1952: Donde comienzan los pantanos
- 1952: Las aguas bajan turbias o Infierno verde como Alí
- 1953: El paraíso
- 1954: El cura Lorenzo
- 1954: El domador

## Radio
- 1940: La carta del señor ministro, por Radio Belgrano, junto a Sebastián Chiola y Anita Jordán.
- 1944: Costante Lacontra emitido en las Audiciones Radial Ricoltore[3]

## Teatro
- La ñata gaucha, se destacó junto a la cancionista Azucena Maizani, y los artistas  María Esther Duckse, Femando Chicharro, Totón Podestá, Carmen Fernández y  Carlos Galán.
- El callejón de la alegría
- ¡Papá, cómprame un príncipe!
- El beso mortal (1935), junto a Pepita Muñoz, Teresa Senén, José Franco, Eva Duarte y Enrique Borrás. Esta obra estuvo auspiciada por la Liga Profiláctica Argentina.
- A Juan 1º de Ardula le han encajado la mula.[4]
- Luz de Gas (1943), creada junto al actor y director Narciso Ibáñez Menta, protagonizada con Elsa O'Connor, Elina Colomer, Santiago Gómez Cou y Consuelo Abad.[5]
- Y ella amó a un pirata (1944).
- Los maridos engañan de 7 a 9 (1944).
- Allá en los tiempos del jopo (1949), con Pepita Muñoz, Raimundo Pastore, María Esther Paonessa, Jesús Gómez, el cuarteto Los Ases y el cantor Ortega del Cerro.

## Galardones
En 1943 ganó el Premio Cóndor de Plata como mejor actor de reparto por su papel en el film Juvenilla.